# Idris aureonitens
Idris aureonitens är en stekelart som beskrevs av Szabó 1965. Idris aureonitens ingår i släktet Idris och familjen Scelionidae. Inga underarter finns listade i Catalogue of Life.